# Faldet (roman)
|  | For andre betydninger, se Faldet |
Har De lagt mærke til, at Amsterdams koncentriske kanaler minder om helvedes cirkler? Det borgerlige helvede, naturligvis, befolket af onde drømme. Kommer man fra den ydre, bliver livet og altså dets forbrydelser tungere, mørkere, efterhånden som man overskrider disse cirkler. Nu står vi i den inderste cirkel.
Faldet (fransk: La Chute) er en eksistentialistisk roman af Albert Camus fra 1956, hans sidste afsluttede værk. Romanen foregår i Amsterdam, hvor den selvudnævnte "bodfærdige dommer" Jean-Baptiste Clamence filosoferer over sit liv i en række dramatiske monologer med mange allegorier fortalt til en tilfældig fremmed han møder (nemlig læseren). Først beskriver Clamence sin tid som succesrig og højt respekteret forsvarsadvokat i Paris. Senere aflægger han en tilståelse, som kommer til at stå som symbol på det materielle og verdslige menneskes syndefald og uddrivelse af Edens have.
En aften undlader denne mand nemlig at forsøge at redde en kvinde, der er ved at begå selvmord. Denne manglende handling får efterhånden hans samvittighed til at vågne, og bogen behandler det moderne menneskes forhold til samvittighed, magt og ansvar.
Camus refererer flere steder til Holocaust, og hovedpersonens manglende handling kan derfor også stå som symbol på den passivitet og deraf følgende krakelerede selvopfattelse blandt Europas befolkning, som nazisternes forbrydelser medførte.
I en nutid præget af behovet for at være synlig på sociale medier stiller romanen spørgsmålet, om gode gerninger mest udføres på grund af den sympati og anerkendelse, man herved får til gengæld, altså mere som et udslag af hangen til selviscenesættelse end på grund af et humant og empatisk sindelag. I en meget original mytisk form beskriver Camus, hvordan efterkrigstidens moderne menneske foregiver at være retfærdigt og angrende, men i stedet gør sig skyldig i at søge bekræftelse på sin egen selvgodhed.
I et mindeskrift til Albert Camus, som døde fire år efter romanens udgivelse i en trafikulykke, betegnede den eksistentialistiske filosof Jean-Paul Sartre romanen som den "måske smukkeste og mindst forståede" af Camus' bøger.

## Synopsis
Romanen begynder med, at fortælleren Clamence sidder på sit stamværtshus i det centrale Amsterdam, baren Mexico-City (som faktisk fandtes her, på adressen Warmoesstraat 91, i et kvarter som Camus besøgte på en tur i oktober 1954). Her møder han en fremmed, men franskmand som han selv, som han begynder at fortælle sin livshistorie, idet han indleder med at give den fremmede gode råd om hvordan man omgås folk i Amsterdam, som han finder mindre kultiveret end det Paris, Clamence kommer fra.
I kapitel 2 beretter Clamence om sin fortid som succesrig og afholdt forsvarsadvokvat i Paris, hvor han, som det gode og retfærdighedssøgende menneske han så sig som, især yndede at hjælpe samfundets udsatte, såsom enker, faderløse og "gode mordere". På en gåtur gennem byen hjem fra arbejde passerer Clamence en bro over Seinen og hører pludselig en skingrende latter bag sig, men der er ingen at se, hverken på broen eller i vandet nedenunder. Lidt senere hører han en lignende latter fra gaden neden for sin lejlighed, fra nogle unge mennesker.
I kapitel 3 fortæller Clamence, hvordan han gradvist glemte episoden med latteren, men dog for fremtiden undgik at gå langs Seinen. Han tilstår, han er et gennemført indbildsk menneske, samt desuden racistisk, idet han forsvarer slaveri og udtaler sig nedsættende om asiater. En kontrovers i den parisiske trafik, med en motorcyklist som spærrer vejen for Clamence og bilerne bag ham, får en uventet udgang, hvor Clamence følte han tabte ære, og han begynder at stille spørgsmålstegn ved sin selvopfattelse. Også sit forhold til kvinder må Clamence tage op til revision: hvor han tidligere opfattede sig som charmerende og behageligt selskab for kvinder, indrømmer han nu aldrig at have elsket andre end sig selv, og ofte at have opført sig brutalt og undertrykkende over for kvinder. Kapitlet slutter med, at Clamence erindrer sig en hændelse på en af Seinens broer, som fandt sted en novembernat nogle år før episoden med latteren: på vej over broen passerede Clamence en ung kvinde, som lænede sig ud over rækværket og tilsyneladende kiggede ned på vandet. Kort tid efter, på vej langs floden, hørte han "lyden af et legeme, som kastede sig i vandet", og straks derefter "et skrig, det blev gentaget flere gange, også det drev ned ad floden, så tav det med ét". Clamence valgte at ikke at gøre noget for at redde denne selvmorder, og gik i stedet hjem.
I kapitel 4 gør fortælleren sig moralske overvejelser mht selvmord, skyld og domfældelse, sandhed og løgn og uforskammet opførsel. Han indser, han i virkeligheden er et dobbeltmoralsk menneske og begynder at frygte sine kollegers dom over sig.
 Han er nu ikke længere i stand til at opretholde sit tidligere ulastelige selvbillede og begynder langsomt at nedbryde sig selv, både privat og professionelt.
I kapitel 5 søger Clamence at flygte fra sin dårlige samvittighed ved at opsøge kærligheden hos kvinder, men kommer alvorligt i tvivl om han er i stand til at elske andre end sig selv. Efter en række mislykkede parforhold opgiver han håbet om kærligheden og kaster sig i stedet ud i et udsvævende liv med hor og druk blandt prostituerede. I takt med at hans advokatvirksomhed i stigende grad skranter, rammes han af ligegyldighed. Under en sørejse, hvor han sidder på øverste dæk, opdager han en sort plet ude på havet, og kommer straks til at tænke på kvinden, han overværede kaste sig i Seinen. Det bliver startskuddet til overvejelser om skyld og skyldfølelse, herunder en fortælling om Jesus, som hængende på korset føler skyld over at have været årsag til barnemordet i Betlehem. Sidst i kapitlet udnævner Clamence sig selv til profet.
I kapitel 6 fortæller Clamence, han under 2. Verdenskrig som krigsfange i Nordafrika i spøg lod sig udnævne til pave af sine medfanger. Han kom til at holde af denne rolle som deres overordnede, kom til at føle sig vigtigere end dem, og benyttede sig af sin magtposition til at drikke af de knappe vandforsyninger i lejren, på en døende medfanges bekostning. Nu mange år senere påtager han sig så i havneknejpen Mexico-City i Amsterdam rollen som ”bodfærdig dommer”, en dommer som ved først at bekende sine egne synder opnår retten til at dømme andre for deres. Romanen slutter med, at læseren bliver sat til at skrifte for Clamence, og bekender, det faktisk ikke var Clamence, men læseren der overværede en ung pige kaste sig ud fra en bro. 

### Om Camus og Faldet
- Barretto, Vicente (1970). Camus: vida e obra. [s.L.]: José Álvaro, 1970.
- Royce, Barbara C. (1966). La Chute and Saint Genet: The Question of Guilt. The French Review 39 (5): 709–716.
- Viggiani, Carl A. (1960). Camus and the Fall from Innocence. Yale French Studies 25: 65–71.
- Wheeler, Burton M. (1982). Beyond Despair: Camus' 'The Fall' and Van Eyck's 'Adoration of the Lamb'. Contemporary Literature 23 (3): 343–364.